# ناحیه سکر
ناحیه سکر (به انگلیسی: Sukkur District) یکی از ناحیه‌های پاکستان در پاکستان است که در ایالت سند واقع شده‌است. ناحیه سوکور ۵٬۱۶۵ کیلومتر مربع مساحت و ۲٫۹Million نفر جمعیت دارد.